# Парк імені Нізамі
Парк імені Нізамі (азерб. Nizami parkı) — один із найстаріших парків столиці Азербайджану, міста Баку. Розташований у Хатаїнському районі міста, на території Вілла Петролеа, житлового селища, побудованого братами Нобель наприкінці XIX століття для службовців їхньої компанії на кордоні Чорного міста в передмісті Баку. Загальна площа парку — 13,6 га. Цей парк у промисловому пейзажі, розташований на великій території, позитивно вплинув на садово-паркову архітектуру Апшерона. Після 1920 року колишній садок Вілли Петролеа був названий іменем Луначарського, пізніше — «Роте Фане», на честь однойменної німецької газети «Die Rote Fahne», а потім був названий іменем Нізами Гянджеві.

## Історія парку

### Створення парку
У 1882—1883 роках зусиллями братів Нобель, які займалися розробкою нафтових родовищ Апшеронського півострова, на кордоні Чорного та Білого міст у Баку було створено селище для службовців фірми — «Нафтова вілла» («Вілла Петролеа»). Протягом лише одного-двох років площа озеленень на території селища сягнула 10,26 га. Майже такого ж показника (10,03 га) досягла площа громадських насаджень міста Баку до 1920 року, за 80 років існування забудови за межами фортечних стін міста.
Заводський район Баку, віддалений від центру майже на 8 км, був несприятливим і за природними даними, і за благоустроєм. Тим не менш, він вважався прийнятним для проживання бакинського пролетаріату. Проте адміністративно-технічний персонал не погоджувався працювати, і тим більше жити в такій обстановці навіть за велику винагороду. У зв'язку з цим Нобелі, щоб не втратити запрошених фахівців, створили для них сприятливі умови життя. Для створення великого зеленого масиву площею близько 10 га серед маси нафтових резервуарів, комор, нафтоперегінних заводів у селища Кішли був запрошений відомий фахівець Е. Бекле, під керівництвом якого створювалися багато садів та парків Варшави.

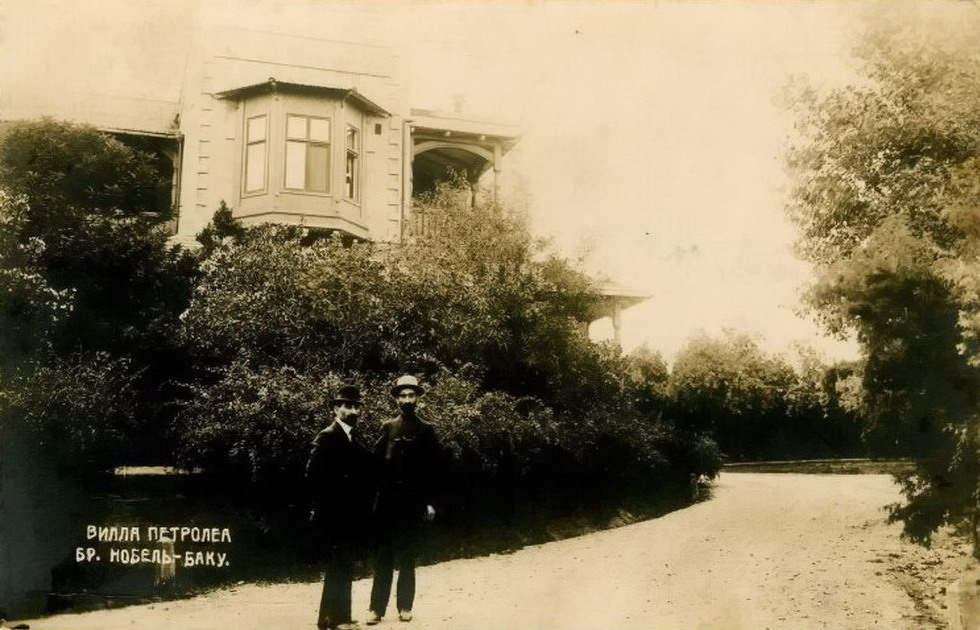
Сад Вілли Петролеа в 1897році

Після того, як Бекле ознайомився з просоченою нафтовими відходами ділянкою, він зажадав доставки родючого ґрунту для парку. Незабаром до пристані фірми в Чорному місті стали причалювати баржі зі свіжою землею Ленкоранського повіту. Проте, питання доставки прісної води для поливу виявилося складнішим. Тоді фірма братів Нобель розпорядилася наповнювати наливні судна, що поверталися з астраханського рейду, волзькою водою як баласт і спрямовувати їх до причалів Чорного міста.
Таким чином, на стику Чорного та Білого міст з'явився сад, названий Вілла Петролеа. Садівник Е. Бекле вивчив природні особливості Апшерона, і підбору порід дерев для вирішення планувальної та об'ємно-просторової структури Вілли приділив особливу увагу. Посадковий матеріал Бекле підбирав у Ленкорані, Тифлісі, Батумі та інших містах, а також виписував із розплідників Росії та Європи.
Близько 80 000 кущів та дерев росло у парку Вілли. Серед них налічувалося багато фруктових. Рельєфом місцевості (з ухилом до моря), розміщенням житлових та інших будівель і вибором напрямків основних алей визначалася планувальна структура Вілли Петролеа. До споруд, перед якими були розбиті майданчики з квітниками або ж групувалися дерева вели безліч доріжок та алей. Головні алеї виходили до видових майданчиків. Звідти можна було крізь густу зелень бачити заводські труби Чорного міста, а далі Каспійське море.
Ім'я архітектора генерального плану та будівель з характерними для півдня терасами, верандами та балконами, вирішеними в електичному дусі з використанням романських мотивів, не встановлено. Однак те, що генеральний план Вілли, вміло виконане вертикальне планування з урахуванням терас та композиційна ідея парку, свідчу про те, що архітектор був. Доктор архітектури Шаміль Фатуллаєв вважає, що це розроблялося безіменним архітектором за прямої участі Бекле. Така сама співдружність спостерігалося у творчості архітектора Скуревича та міського садівника Васильєва у процесі вирішення головної частини прибережного бульвару. За словами Фатуллаєва, цей «чудовий парк у промисловому пейзажі, розташований на великій території, позитивно вплинув на садово-паркову архітектуру Апшерона, де створювалися заміські вілли, що відкрили нову тему в архітектурі капіталістичного Баку».

### Перейменування парку
9 липня 1931 року у цьому Парку культури та відпочинку бакинських нафтовиків відбувся загальнобакинський зліт ударників нафти, присвячений прибуттю Червоного прапора «Роте-Фане». Зліт вирішив направити телеграму Ернсту Тельману, лідеру німецьких комуністів. Парк, де відбувся зліт, було названо Парком культури та відпочинку імені «Роте фане». У парку культури та відпочинку Роте-Фане в робочому районі Баку великим циклом концертів відкривав сезон 1932 симфонічний оркестр радіомовлення спільно з оркестром народних інструментів.

### Реконструкція парку
1939 року газета «Бакинський робітник» повідомила, що влітку цього року почнеться реконструкція парку. Так, проектне бюро Садово-паркового управління Бакради розпочало розробку проекту реконструкції парку культури та відпочинку імені Роте-Фане. Авторами проекту були архітектори — М. Кохман, В. Іванов, А. Алексєєв. Повідомлялося, що парк розширюється, і його територія зросте на 6 гектарів, будуть перероблені алеї, доріжки, які прикрасять субтропічні та вічнозелені дерева.
За танцмайданчиком було відведено велику ділянку для «алеї вільного відпочинку». Тут планувалося створити обстановку парку-лісу, насаджувалися дерева, створювалися лужка. У центрі паркового басейну запланували влаштувати зелений острівець із фонтаном та естрадою, оточений водою. Парк заплановано прикрасити скульптурою. Перетворилися павільйони та кіоски. Також у парку було запроектовано будівництво спортивного стадіону. Планувалося закінчити реконструкцію у 1941 році.
У 2021 році на території парку планується виконання робіт з благоустрою.